# Orienteering ai Giochi mondiali 2022
Le competizioni di orienteering ai Giochi mondiali 2022 si sono svolte dal 15 al 17 luglio 2022 al irmingham Southern College di Birmingham in Alabama, negli Stati Uniti d'America. L'evento era originariamente stato calendarizzato nel luglio 2021, ma i Giochi mondiali sono stati riprogrammati per l'anno successivo a seguito del rinvio dei Giochi olimpici estivi di Tokyo 2020, dovuto all'insorgere dell'emergenza sanitaria causata dalla pandemia di COVID-19.

## Podi

### Uomini
| Specialità                | Oro           | Argento         | Bronzo         |
| Sprint (dettagli)         | Tim Robertson | Martin Regborn  | Tomáš Křivda   |
| Distanza media (dettagli) | Kasper Fosser | Matthias Kyburz | Martin Regborn |

### Donne
| Specialità                | Oro              | Argento           | Bronzo          |
| Sprint (dettagli)         | Simona Aebersold | Tereza Janošíková | Elena Roos      |
| Distanza media (dettagli) | Simona Aebersold | Karolin Ohlsson   | Ingrid Lundanes |

### Gare miste
| Specialità                 | Oro                                                              | Argento                                                                        | Bronzo                                                                   |
| Staffetta mista (dettagli) | Svizzera Simona Aebersold Joey Hadorn Matthias Kyburz Elena Roos | Norvegia Victoria Hæstad Bjørnstad Håvard Eidsmo Kasper Fosser Ingrid Lundanes | Regno Unito Cecilie Andersen Ralph Street Jonny Crickmore Charlotte Ward |

## Medagliere
| Posiz. | Nazione       | Oro | Argento | Bronzo | Totale |
| ------ | ------------- | --- | ------- | ------ | ------ |
| 1      | Svizzera      | 3   | 1       | 1      | 5      |
| 2      | Norvegia      | 1   | 1       | 1      | 3      |
| 3      | Nuova Zelanda | 1   | 0       | 0      | 1      |
| 4      | Svezia        | 0   | 2       | 1      | 3      |
| 5      | Rep. Ceca     | 0   | 1       | 1      | 2      |
| 6      | Regno Unito   | 0   | 0       | 1      | 1      |
| Totale | Totale        | 5   | 5       | 5      | 15     |